# Minfin.com.ua
Minfin.com.ua (або «Мінфін») — український інформаційний портал про фінанси та інвестиції, працює з 2007 року.
На порталі публікується інформація про інвестиції, курси валют, порівнюються депозитні ставки у банках. Також на сайті розміщується статистика з фінансових ринків, фінансові новини та аналітичні огляди.
Згідно з лічильником SimilarWeb, портал має середню щомісячну відвідуваність 10,48 млн на місяць (дані актуальні станом на 24 грудня 2020 року) та середню оцінку користувачів 4,1 на Trustpilot.
Головний редактор — Олена Дьоміна.

## Історія
У 2008 році в українському інтернет-просторі вперше з'явилося доменне ім'я Minfin.com.ua. У 2009 році було запущено депозитний каталог, де розміщувалася інформація про депозитні банківські продукти.
У 2010 році на сайті з'явилася можливість залишити відгук про досвід співпраці із українськими банками та отримати докладну інформацію про представлені в Україні банки. У 2013 році на порталі було запущено рейтинг стійкості банків за версією порталу. Це щоквартальна оцінка діяльності банків на підставі інформації з офіційних та інших відкритих джерел.
У 2018 році на порталі з'явився «Народний рейтинг»: сторінка, на якій користувачі можуть залишити відгуки про свій досвід обслуговування в банках. У свою чергу, тут банки можуть відповідати на запити користувачів та вирішувати їх проблеми. Також увійшов до каталогу фінтех-екосистеми України за версією UNIT.City.
У 2019 році Minfin.com.ua увійшов до каталогу найкращих Фінтех-компаній України в напрямку Media за версією Української асоціації Фінтех і інноваційних компаній, підготовленому за підтримки Національного банку України та компанії Visa.
У 2021 році фонд прямих інвестицій Dragon Capital New Ukraine Fund LP, яким керує Dragon Capital, завершив угоду з придбання контрольного пакету акцій компанії Treeum, до якої входять фінансовий портал Minfin.com.ua..

## Винагороди
У 2014 році портал увійшов у десятку найкращих ЗМІ у розрізі репутаційних характеристик за даними дослідження NOKs Fishes «Медіауподобання українських opinion leaders», за категоріями «Об'єктивність», «Оперативність», «Повнота Інформації», «Власник».
У 2019 році портал здобув друге місце в категорії «Фінансові новини» від премії «Фаворит успіху-2019».
У січні 2020 року «Мінфін» очолив рейтинг найпопулярніший фінансових ЗМІ України за версією платформи з контент-маркетингу PRNEWS.io. У березні 2020 року портал Minfin.com.ua потрапив до ТОП-20 найвідвідуваніших сайтів України за оцінкою Kantar CMeter, а також у десятку найпопулярніших фінансових видань України. У грудні 2020 року «Мінфін» очолив рейтинг найефективніших ділових інтернет-медіа за версією Центру контент-аналізу.

## Зовнішня активність
Minfin.com.ua виступає співзасновником та медіаспонсором таких заходів в Україні:
- FinAwards — щорічна премія за фінансові продукти, сервіси та технології. У премії можуть брати участь усі банки, представлені в Україні[14][15][16][17][18].
- Ukrainian MFO Summit — щорічний захід для мікрофінансових компаній, організований спільно з компанією Bank Online.
- У 2020 році Minfin.com.ua створив проєкт «Медіапідтримка малого та середнього бізнесу», у ході якого розміщував статті про представників малого та середнього бізнесу[19][20][21].